# Nigerosa
La nigerosa, también llamada sakebiosa, es un disacárido formado por dos moléculas de glucosa conectados por un enlace glucosídico α(1→3). Es un azúcar no fermentable producto de la caramelización de la glucosa. Se encuentra de forma natural en la miel, puede obtenerse por hidrólisis parcial de polisacáridos obtenidos de Aspergillus niger, o de dextrano.

## Disacáridos formados por dos moléculas de glucosa
Existen varios disacáridos formados por la unión de dos moléculas de glucosa. Estructuralmente se diferencian por el tipo de enlace. 
| Disacárido | Unidad 1 | Unidad 2 | Enlace  |
| ---------- | -------- | -------- | ------- |
| Maltosa    | Glucosa  | Glucosa  | α(1→4)  |
| Nigerosa   | Glucosa  | Glucosa  | α(1→3)  |
| Trehalosa  | Glucosa  | Glucosa  | α(1→1)α |
| Celobiosa  | Glucosa  | Glucosa  | β(1→4)  |
| Isomaltosa | Glucosa  | Glucosa  | α(1→6)α |